# Aléxis Georgoúlis
Aléxis Georgoúlis (en grec moderne : Αλέξης Γεωργούλης), né le 6 octobre 1974 à Larissa, en Grèce. C'est un acteur et homme politique qui a su se faire un nom tant sur la scène artistique qu'au sein des institutions européennes. Sa carrière, riche et variée, illustre un parcours atypique entre les plateaux de cinéma et les couloirs du Parlement européen.

## Biographie
Comme de nombreux jeunes Grecs, il a effectué son service militaire obligatoire au sein de l'armée hellénique.
Après cette parenthèse militaire, Georgoúlis s'est tourné vers sa véritable passion : l'art dramatique. En 1997, il franchit une étape cruciale de sa carrière en obtenant son diplôme de la prestigieuse école de théâtre Jasmine Drama School.Cette formation renommée, dirigée par Vasilis Diamantopoulos, est reconnue pour avoir formé de nombreux talents du cinéma et du théâtre grecs.
Georgoúlis fait ses premiers pas dans le monde du spectacle en 1996, à l'âge de 22 ans. Cependant, c'est en 2001 qu'il obtient son premier rôle marquant dans la série télévisée grecque "Eisai to Tairi mou", où il incarne le personnage de Sotiris. Cette performance lui ouvre les portes du cinéma et en 2002, il décroche son premier rôle au grand écran dans le film "Je suis las de tuer tes amants", où il interprète le personnage de Vassilis.
La carrière cinématographique de Georgoúlis prend un tournant décisif en 2009 avec la comédie romantique "Vacances à la grecque". Dans ce film, il campe le rôle de Poupi, un personnage qui lui vaut une reconnaissance internationale et élargit considérablement son audience.
Cette notoriété grandissante se confirme quelques années plus tard lorsqu'il rejoint le casting de la série britannique "La Folle Aventure des Durrell". De 2016 à 2019, il y incarne Spiros, un rôle qui consolide sa réputation d'acteur polyvalent capable de séduire un public international.
Parallèlement à sa carrière d'acteur, Georgoúlis nourrit un intérêt croissant pour la politique. En mai 2019, il franchit le pas en se présentant aux élections européennes sous la bannière du parti grec SYRIZA (Coalition de la Gauche radicale). Son élection comme député européen marque le début d'une nouvelle phase dans sa carrière, le propulsant sur la scène politique européenne. Au Parlement européen, Georgoúlis siège initialement au sein du groupe de la Gauche unitaire européenne/Gauche verte nordique. Il s'implique dans plusieurs commissions parlementaires, notamment la Commission de la culture et de l'éducation ainsi que la Commission des pétitions.
Son expérience dans le monde du cinéma et de la télévision lui permet d'apporter un éclairage unique sur les questions culturelles débattues au sein de l'institution.Cependant, le parcours politique de Georgoúlis connaît un tournant inattendu en avril 2023. Face à une controverse grandissante, il prend la décision de quitter le parti SYRIZA et devient député européen indépendant. Cette décision intervient dans un contexte particulièrement délicat, alors que les autorités belges demandent la levée de son immunité parlementaire à la suite d'une plainte pour harcèlement sexuel déposée par une employée de la Commission européenne.
Malgré ces turbulences, Georgoúlis continue d'exercer son mandat de député européen, s'efforçant de contribuer aux travaux parlementaires tout en faisant face aux conséquences de cette controverse.

## Filmographie
Cinéma
- 2002 : Je suis las de tuer tes amants : Vassilis
- 2007 : Oxygono : Stelios
- 2009 : Vacances à la grecque : Poupi
- 2012 : A Green Story : George
- 2015 : Summer in Greece : Yannis

Télévision
- 2001 : Eisai to Tairi mou : Sotiris
- 2016 : La Folle Aventure des Durrell : Spiros